# Me and Me Moke
Me and Me Moke er en britisk stumfilm fra 1916 af Harold M. Shaw.

## Medvirkende
- Edna Flugrath som Kitty Kingsland.
- Gerald Ames som Harry Masterman.
- Hubert Willis som Labby.
- Sydney Fairbrother som Mammy.
- Lewis Gilbert som Flash Hawkins.